# Frederick McCubbin
Frederick McCubbin (25 de febrero de 1855 - 20 de diciembre de 1917) fue un pintor australiano nacido en Melbourne, fundador de la Escuela de Heidelberg cuyos trabajos recibieron la influencia francesa del impresionismo europeo en el tratamiento de la luz.
Fue una figura importante en el desarrollo de la escuela australiana de la pintura de paisajes y retratos surgida a finales del siglo XIX. Durante la década de 1880 la representación del bush australiano lo hizo famoso.
Formó un grupo de artistas de renombre en Australia, como Charles Conder y Arthur Streeton.

## Fuente
- Datos: Q965809
- Multimedia: Frederick McCubbin / Q965809